# Коровкина, Алла Венадиевна

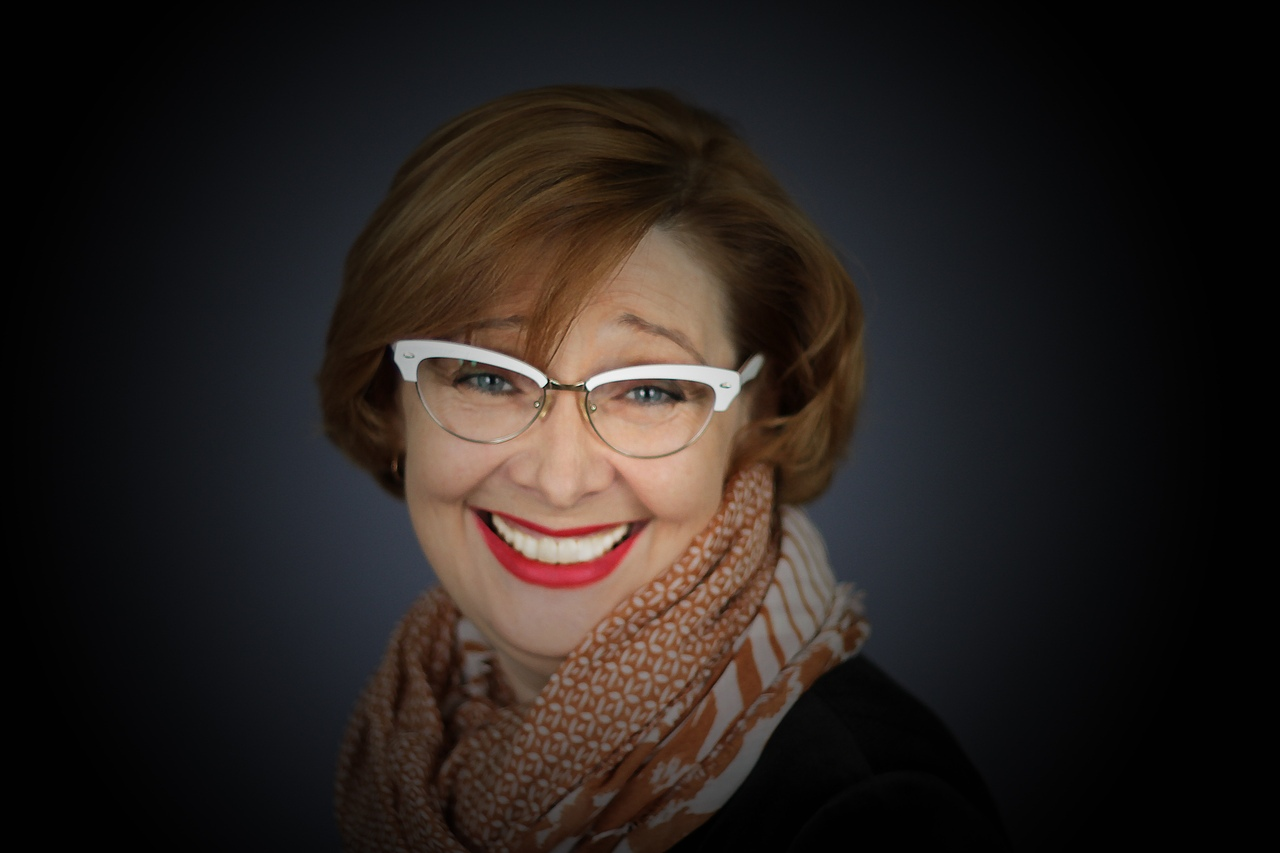

Алла Венадиевна Коровкина (Скивко) (род. 4 февраля 1961 года) — советская и российская актриса, актриса Самарского академического театра драмы им. М. Горького , режиссёр, драматург, основатель и руководитель Самарской актёрской мастерской «Доктор Чехов».

## Биография
Алла Коровкина родилась в семье военного лётчика и преподавателя истории. В 1982 году окончила актёрский факультет Дальневосточного государственного института искусств (курс Г. К. Рогова).
До 1984 года служила в Сызранском драматическом театре, с 1984 года по январь 2023 года- в труппе Самарского Академического театра драмы им. М. Горького. В 2005—2006 гг. прошла курс повышения квалификации актёрского мастерства под руководством профессора В. Фильштинского, в Санкт-Петербургской государственной академии театрального искусства. С 2006 по 2014 г. — режиссёр-педагог театрального факультета ГОУ ВПО «Самарский государственный областной университет (Наяновой)» (г. Самара), мастерской В. А. Гвоздкова.
В 2014 г. создала Самарскую актёрскую мастерскую «Доктор Чехов» — творческое объединение профессиональных артистов самарских театров. Спектакли играются на разных площадках города, своего помещения нет. В репертуаре 6 профессиональных спектаклей и 1 благотворительный спектакль в рамках проекта «Арт-Терапия».
Член Российского авторского общества.

## Режиссёрские работы
В качестве режиссёра-педагога выпустила спектакли, вошедшие в репертуар Самарского театра драмы:
- «Наша кухня»[3]; спектакль — участник фестиваля студенческих и постдипломных спектаклей «Твой шанс — 2010», участник международного театрального фестиваля «Гостиный Двор» − 2013 в Оренбурге;
- «Коля+Оля» (по пьесе Л. Андреева «Дни нашей жизни»)
- «Беда от нежного сердца» В. Соллогуб.

В качестве режиссёра-постановщика выпустила следующие спектакли:
- «Жестокие игры» (по одноимённой пьесе А. Арбузова), 2013 г. — дипломный спектакль театрального факультета (мастерская В. А. Гвоздкова),
- «Шаг в сторону» (по пьесе У. Гибсона «Двое на качелях»), 2014 г., Самарская актёрская мастерская «Доктор Чехов»,
- «Люблю!?…» (по стихам Р. Казаковой и В. Тушновой), 2014 г., Самарская актёрская мастерская «Доктор Чехов»,
- «Танго Кристи» (по пьесе Юджина О’Нила «Анна Кристи») — спектакль-лауреат фестиваля Т. Уильямса в г. Провинстаун (США)[4]
- «Металлолом» (по пьесе А.Коровкиной), 2016 г., Самарская актёрская мастерская «Доктор Чехов»,
- «Выбирай!» (по пьесе А. Коровкиной), 2017 г., Самарская актёрская мастерская «Доктор Чехов»,
- «Шоу „Крипс“» (вариации по пьесам драматургов Германии), 2017 г., Самарская актёрская мастерская «Доктор Чехов»,
- «За баб-с!» (по пьесе А.Коровкиной), 2018 г., театр «САД на Пушкина», г. Уфа,
- «Гроза» (по пьесе А. Н. Островского), 2018 г., Даугавпилсский театр, Латвия,[5][6],
- «Металлолом» (по пьесе А.Коровкиной), 2019 г., Даугавпилсский театр, Латвия[7][8],
- «Лаборатория Доктора Чехова», 2019 г., Даугавпилсский театр, Латвия, совместная работа с режиссёром Олегом Шапошниковым[9][10],
- «Пробка», 2019 г., Самарская актёрская мастерская «Доктор Чехов»,
- «Моя Марлен», октябрь 2019 г., Самарская актёрская мастерская «Доктор Чехов», в главной роли заслуженная артистка РФ Ольга Шебуева.
- "Умные дуры", февраль 2022г., Самарская актёрская мастерская «Доктор Чехов»

## Драматург
- «Наша кухня» (в репертуаре Самарского театра драмы),
- «Металлолом»[11] (Шорт-лист конкурса Московского академического театра сатиры)[12], поставлена в Социально-Художественном театре (Санкт-Петербург), в САМ «Доктор Чехов» (г. Самара), в театре САД на Пушкина (г. Уфа), в Даугавпилсском театре (Латвия),
- «Выби-Рай»[13] (Лонг-лист конкурса «Время драмы, 2018, лето», Номинация «Пьеса»)[14], поставлена в г. Самара, в САМ «Доктор Чехов», в Государственном республиканском русском драматическом театре им. М. Горького в Махачкале[15][16][17], в Черемховском драматическом театре им. В.Гуркина, в "Нашем театре" г.Санкт-Петербург (режиссер Стукалов, Лев Яковлевич)
- «Бланманже»,
- «Пробка»[18] (Лонг-лист конкурса «Время драмы, 2018, лето», Номинация «Пьеса»)[14], лонг-лист Международного литературного Волошинского Конкурса в номинации «В поисках радости», посвященному памяти драматурга Виктора Розова (номинация «Московского драматического театра на Перовской»), поставлена в 2019 году в Шахтинском драматическом театре (Ростовская область),
- «Моя Марлен», 2019.
- "Умные дуры", 2021

## Фильмография
Режиссёр-постановщик фильма «Зоя» по пьесе Александра Игнашова, 2015 г.